# Bassus cryptophlebiae
Bassus cryptophlebiae är en stekelart som först beskrevs av Henry Lorenz Viereck 1913.  Bassus cryptophlebiae ingår i släktet Bassus och familjen bracksteklar. Inga underarter finns listade.